# Timerlan Rusztamovics Huszejnov
Timerlan Rusztamovics Huszejnov (ukránul: Тимерлан Рустамович Гусейнов, oroszul: Тимерлан Рустамович Гусейнов; (Tyimerlan Rusztamovics Guszejnov); Bujnakszk, Szovjetunió, 1968. január 24. –) ukrán labdarúgócsatár.
Az ukrán bajnokság gólkirálya volt az 1993–94-es (18 gól), és az 1995–96-os szezonban (20 gól).